# Xochistlahuaca
Xochistlahuaca är en ort i Mexiko.   Den ligger i kommunen Xochistlahuaca och delstaten Guerrero, i den sydöstra delen av landet, 300 km söder om huvudstaden Mexico City. Xochistlahuaca ligger 375 meter över havet och antalet invånare är 3 566.
Terrängen runt Xochistlahuaca är huvudsakligen kuperad, men åt nordväst är den platt. Runt Xochistlahuaca är det ganska glesbefolkat, med 50 invånare per kvadratkilometer. Närmaste större samhälle är Tlacoachistlahuaca, 6,7 km väster om Xochistlahuaca. Omgivningarna runt Xochistlahuaca är en mosaik av jordbruksmark och naturlig växtlighet.